# Батяев, Георгий Арсенович
Гео́ргий Арсе́нович Батя́ев (род. 15 февраля 1997, Владикавказ) — российский футболист, полузащитник

## Биография
До 11-летнего возраста занимался гимнастикой и плаванием. Начинал заниматься футболом во Владикавказе в школе клуба «Автодор». В 12 лет перешёл в академию ЦСКА, а заканчивал выступать на детско-юношеском уровне в составе московского «Динамо». В 2014—2015 годах играл за молодёжную команду воронежского «Факела». Позднее уехал в Европу, выступал за второй состав льежского «Стандарда».
В начале 2017 года присоединился к израильскому клубу «Ашдод». Дебютный матч в чемпионате Израиля сыграл 22 января 2017 года против «Бней Иегуда», выйдя на замену на 10-й минуте вместо Роя Бекеля. До конца сезона принял участие в трёх матчах чемпионата и пяти матчах в различных кубках, а его команда финишировала на третьем месте.